# 道菱石油
道菱石油株式会社（どうりょうせきゆ）は、三菱商事石油の完全子会社で、石油販売（ガソリンスタンド）などを行っていた日本の企業である。成立時の経緯から複数の元売会社と契約しているため、スタンドによってブランドが異なる。
かつては北海道内にガソリンスタンドを16か所展開し、新日本石油（15か所）、昭和シェル石油（1か所：札幌新道SS）の各石油ガソリンスタンドのフランチャイズ契約を結んでいた。

## 沿革
- 1983年（昭和58年）2月28日 - 三菱商事系の、菱東石油販売札幌支店（三菱石油（現・ENEOS）販売代理店）、菱英石油札幌支店（シェル石油（現・出光興産）販売代理店）を再編し、道菱石油株式会社を設立。
- 2010年（平成22年）4月 - 北海道エネルギーに当時の8店舗を運営移管[1]

## 特徴のあるガソリンスタンド
- ENEOSイオン手稲セルフSS（札幌市手稲区） - イオン札幌手稲山口ショッピングセンターに併設されている。
- ENEOSイオン石狩セルフSS（北海道石狩市） - イオン石狩緑苑台ショッピングセンターに併設されている。